# Peunia
Peunia is een bestuurslaag in het regentschap Aceh Barat van de provincie Atjeh, Indonesië. Peunia telt 593 inwoners (volkstelling 2010).